# Komu Wnyz
Komu Wnyz (ukr. Кому Вниз) – jeden z najstarszych gotyckich zespołów powstałych na terenie byłego Związku Radzieckiego. Muzyka powstałego w roku 1988 zespołu jest kombinacją gotyku i industrialu opartą na opowieściach ze starożytnych ukraińskich legend. W ciągu lat działalności zespół w mediach dorobił się określenia „Ojców ukraińskiego gotyku”.

## Historia
Początki istnienia zespołu przypadają na rok 1988. Wtedy to, nieznany ówcześnie bliżej aktor Andrij Sereda i pedagog Władysław Maluhin, pracujący razem w jednym z teatrów, nawiązali współpracę z trzema innymi artystami (Serhij Stepanenko, Jewhen Razin, Władysław Maluhinn) tworząc Komu Wnyz. Zespół debiutując wziął udział w festiwalu Czerwona Ruta w dużej mierze przypadkowo, gdyż było już za późno aby zgłosić demo do konkursu, i aby zostało przesłuchane przez jury, ale z materiałem zapoznał się Taras Petrynenko i na własną rękę zaprosił grupę do konkursu. Ostatecznie zespół zajął drugie miejsce.
Po opublikowaniu swojego pierwszego albumu Padaja wwierch (ros. Падая вверх), Komu Wnyz i pozostali finaliści festiwalu Czerwona Ruta udali się na tournée do Kanady, Polski i wielu miast ukraińskich. Po zakończeniu trasy zespół rozpoczął pracę nad kolejną płytą, a wszyscy członkowie porzucili swoje dotychczasowe zajęcia, aby móc poświęcić się wyłącznie działalności muzycznej w zespole.
Od 1996 grupa stała się rozpoznawalna, koncerty ogląda coraz większa publiczność, a wraz za tym przyszedł też sukces finansowy. Kolejna trasa koncertowa w 1997 zatytułowana była In Kastus od wydanego właśnie trzeciego albumu grupy. W 2000 zespół wystąpił w iwanofrankiwskim teatrze z koncertem upamiętniającym śmierć 300 młodych studentów zabitych w Bitwie pod Krutami. Tego samego roku zespół zagrał jako headliner na pierwszym ukraińskim festiwalu gotyckim „Дети Ночи: Чорна Рада” (Dzieci nocy) organizowanym przez Ukrainian Gothic Portal. W roku 2002 Komu Wnyz wystąpił na największym europejskim festiwalu Wave Gotik Treffen, a kolejny ich występ w roku 2004 oglądało ponad 1500 osób.
Ze względu na fakt, że Komu Wnyz znany jest nie tylko na Ukrainie, zespół począwszy od roku 2011 przygotowuje tłumaczenia tekstów swoich utworów w celach ich reedycji w Europie.
Zespół występował na wielu dużych festiwalach muzycznych w Europie, takich jak M'era Luna, Wave Gotik Treffen. Prague in Dark, Kunigunda Lunaria czy Electro Prague Festival. W Polsce grupa wystąpiła dwukrotnie, w listopadzie 1990 roku w Gdańsku oraz 29 lipca 2001 podczas ósmej edycji festiwalu Castle Party w Bolkowie.

## Styl zespołu
Współczesne obraz zespołu to gotycke i industrialno-folkowe brzmienia, a teksty utworów poruszają tematy pochodzące z ukraińskich legend, historii ich kraju a także traktują o sprzecznościach natury ludzkiej.
Andrij Sereda, wokalista grupy uznawany jest za najlepszy śpiewający męski głos w swojej ojczyźnie, a sam zespół za twórców nowego stylu na Ukrainie „ukraińskiego gotyku” i cieszy się statusem zespołu kultowego.
Komu Wnyz słynie z niezwykłej charyzmy koncertowej – na Castle Party 2001 w Bolkowie publiczność śpiewała razem z wokalistą nie znając języka ukraińskiego.
Znakiem zespołu jest połączenie 3 symboli:
- pięć krzyży symbolizujących słońce, lub pięciu ludzi wspólnie idących do przodu
- swarga – symbol Swaroga
- cztery promienie uzupełniające swargę – osiem to w mitologii ukraińskiej symbol Gwiazdy Polarnej[6].

## Skład
- Andrij Sereda – wokal, instrumenty klawiszowe
- Władysław Maluhin – boczny wokal, gitara elektryczna
- Serhij Stepanenko – gitara basowa (1988-2022)
- Jewhen Razin – perkusja, boczny wokal
- Władysław Makarow – boczny wokal, gitara elektryczna (1988-2003)

## Dyskografia

### Albumy i single
- 1989 – Падая вверх
- 1990 – Кому вниз
- 1996 – In Kastus
- 1999 – In Kastus In Vivo (Live)
- 2007 – Ab Ovo Usque Ad Mala (singiel)
- 2014 – 4
- 2016 – IDEM, 2345